# Jakob Burckhard
Jakob Burckhard (auch Jacob; * 29. April 1681 in Sulzbach; † 24. August 1752 in Wolfenbüttel) war ein deutscher klassischer Philologe und Bibliothekar.

## Leben
Burckhard war Sohn des evangelischen Stadtpredigers Georg Christoph Burckhard. Er besuchte zunächst die Stadtschule von Sulzbach, anschließend das Schleusinger Gymnasium. 1701 begann er seine Studien, insbesondere der klassischen Philologie an der Universität Jena. Das Studium setzte er später an der Universität Helmstedt sowie an der Universität Halle fort. In seiner Studienzeit ging er für ein Jahr nach Wolfenbüttel zu seinem Bruder, der dort als Stadtphysicus wirkte. Im Anschluss an seine Studien machte er 1707 eine größere wissenschaftliche Reise. Einen Ruf an das Gymnasium in Göttingen lehnte er ab.
Burckhard nahm 1714 einen Ruf als Professor der Beredsamkeit und der schönen Wissenschaften an das Gymnasium in Hildburghausen an. Als das Gymnasium 1726 geschlossen wurde, erwirkte sein Bruder beim Herzog August Wilhelm von Braunschweig-Wolfenbüttel, dass Burckhard dort als bezahlter Rat aufgenommen wurde. Nach dem Tod von Lorenz Hertel, dem Leiter der Herzog August Bibliothek, folgte ihm Burckhard nach.  Er wurde am 26. Oktober 1738 zum wirklichen Hofrat und zum Bibliothekar der Bibliotheca Augusta ernannt und verblieb bis kurz vor seinem Tod (ab November 1751 wurde als sein Nachfolger Georg Septimus Andreas von Praun eingesetzt) im Amt.

## Schriften (Auswahl)
- Medicus Gravissimus Humanitatis Studiorum Vindex, Freytag, Wolfenbüttel 1716.
- De Ulrici de Hutten, 2 Bände, Freytag, Wolfenbüttel 1717–1723.
- De Linguae Latinae Quibus In Germania Per XVII Saecula Amplius Usa Ea Est Fatis, Novi Plane, Quibus Priores Illustrantur Partim Partim Supplentur, Commentarii, Freytag, Wolfenbüttel 1721.
- Historia bibliothecae Augustae quae Wolffenbutteli est, 2 Bände, Wolfenbüttel, Meißner 1744–1746.